# Longmont, Colorado

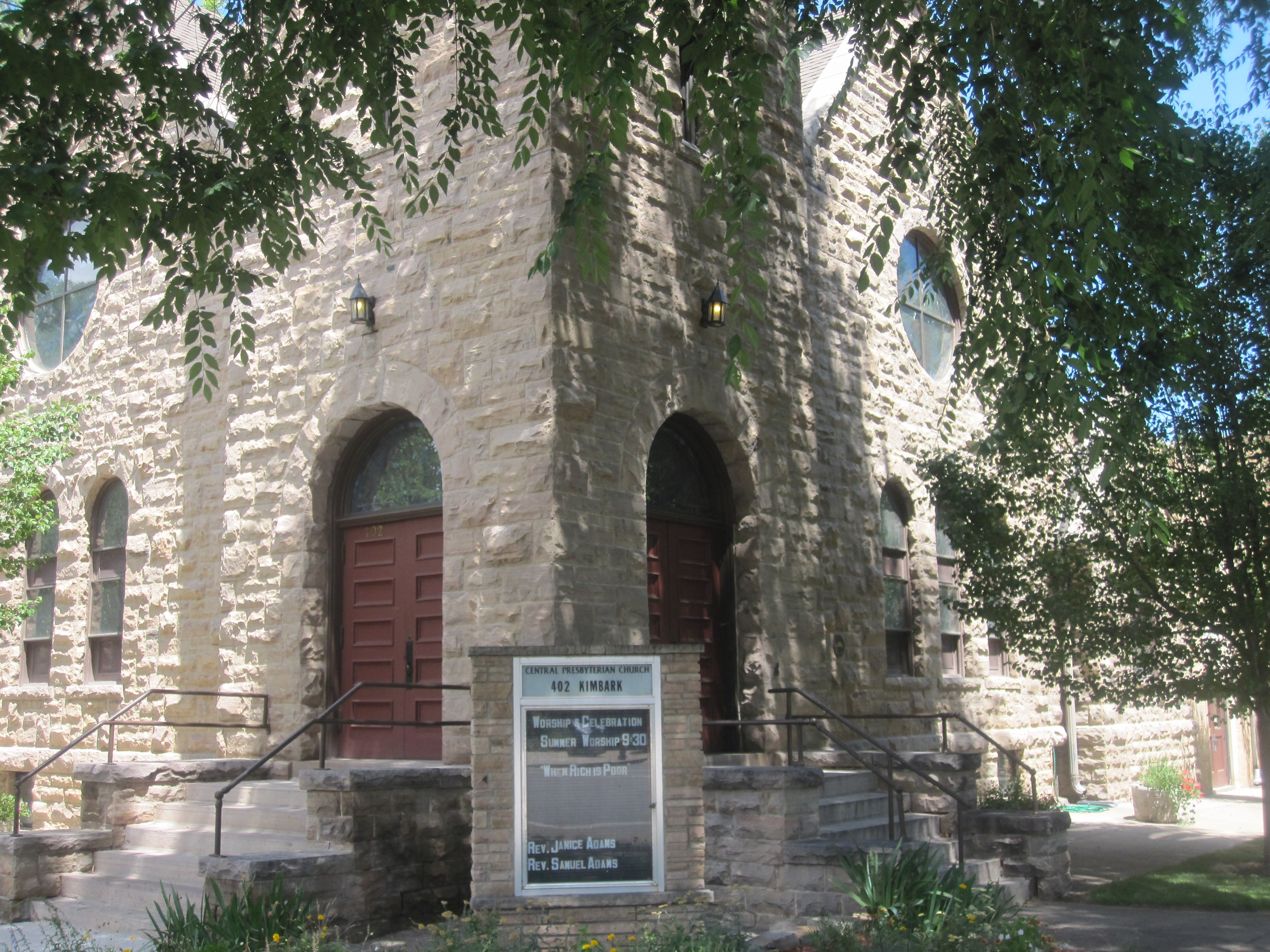
Central Presbyterian Church at 402 Kimbark in Longmont

Longmont, Colorado là một thành phố thuộc quận Boulder và Weld, tiểu bang Colorado, Hoa Kỳ. Thành phố có diện tích km², dân số thời điểm năm 2000 theo điều tra của Cục điều tra dân số Hoa Kỳ là 71.093 người2, dân số năm 2008 ước tính là 85.928 người. Toạ lạc ở Bắc Colorado, đây là thành phố đông dân thứ 13 của tiểu bang. Thành phố có cự ly 31 dặm Anh về phía bắc tây bắc toà nhà nghị viện Colorado ở Denver.
Thành phố được xếp hạng 50 trên 100 thành phố tốt nhất để sinh sống tại Hoa Kỳ theo tạp chí Money năm 2008 . 